# Kinga Piędel
Kinga Anna Piędel (ur. 26 lipca 1997) – polska koszykarka, występująca na pozycjach rozgrywającej, rzucającej lub niskiej skrzydłowej.
27 sierpnia 2019 została zawodniczką Ślęzy Wrocław.

## Osiągnięcia
Stan na 27 sierpnia 2019, na podstawie, o ile nie zaznaczono inaczej.
Drużynowe
- Wicemistrzyni I ligi kobiet (2018)
- Zdobywczyni pucharu Polski (2016)
- Brązowa medalistka mistrzostw Polski kadetek (2013)

Reprezentacja
- Uczestniczka mistrzostw Europy U–16 dywizji B (2013)